# The Twilight Saga: Eclipse
The Twilight Saga: Eclipse is een Amerikaanse film uit 2010, geregisseerd door David Slade. De film is gebaseerd op het gelijknamige boek Eclipse geschreven door Stephenie Meyer. Eclipse is het vervolg op de film The Twilight Saga: New Moon. De hoofdrollen worden gespeeld door Kristen Stewart (Bella Swan), Robert Pattinson (Edward Cullen) en Taylor Lautner (Jacob Black). De film is op 30 juni 2010 in première gegaan.
Op 26 mei 2010 heeft Eclipse de National Movie Award gewonnen voor de film in 2010 waar het meest naar uitgekeken wordt.

## Verhaal
Bella, net uitgerust van haar reis naar Volterra, Italië, staat meteen weer in het middelpunt van de belangstelling. Haar vriendje Edward en beste vriend Jacob hebben nog steeds een strijd om Bella en omdat de wolven vijanden zijn van de vampieren wordt deze strijd alleen maar erger. Bella heeft afgesproken met de Cullens dat ze getransformeerd zal worden tot een vampier en dit zal gebeuren na de diploma uitreiking.
Bella heeft huisarrest gekregen van haar vader omdat ze plotseling weg was (naar Italië). De vader (Charlie) van Bella wil wat scheiding tussen Bella en Edward, omdat ze continu om elkaar heen hangen. Bella vertelt hem dat hij er niets aan kan doen en dat hij nu eenmaal in haar leven is. Charlie wil wel het huisarrest opheffen, maar de voorwaarde is dat ze ook tijd spendeert met haar andere vrienden, zoals Jacob.
Jacob heeft al weken niks van zich laten horen en Bella wil het graag goedmaken, maar daar krijgt ze de kans niet voor. Ze besluit om een bezoekje te brengen aan Jacob. Ze probeert haar auto te starten maar deze weigert, vervolgens zit Edward bij haar in de auto. Edward confronteert haar met het feit dat zij naar het reservaat toe wou gaan. Bella vroeg zich af hoe hij dat wist en komt dan tot de ontdekking dat dit via Alice haar visioenen geweest moet zijn. Bella vraagt aan Edward of hij haar auto onklaar heeft gemaakt. Edward bevestigt dit en zegt dat haar veiligheid alles voor hem betekent. Bella probeert hem te overtuigen dat Jacob haar geen pijn zal doen. Edward vindt dat de wolven geen zelfbeheersing hebben. Bella vertelt hem dat ze nog maar tot de diploma-uitreiking heeft om hem te zien en dat ze daarna een van de Cullens zal worden en Jacob haar voor altijd zal haten.
Ondertussen zijn de klasgenoten van Bella druk bezig met het bespreken van de diploma-uitreiking. Alice zegt dat ze heeft besloten om een eindexamen feest te geven, bij hun thuis. Edward en Bella vinden dit niet zo geslaagd, omdat het bij Bella's verjaardag nogal dramatisch afliep. Ondertussen krijgt Alice een visioen, Bella heeft geen idee waar het over gaat en vraagt het later aan Edward omdat hij bezorgd keek. Edward vertelt dat ze de situatie van Seattle in de gaten houden, er zijn onverklaarbare verdwijningen en moorden. Ze vrezen dat er andere vampieren achter zitten en dat als de situatie erger wordt dat de Volturi dan ingrijpt. Bella maakt zich druk om het feit dat de Volturi dan dichtbij is en dat ze dan zullen zien dat ze nog mens is.
Edward herinnert haar aan het verjaardagscadeau dat zij van Carlisle en Esmée heeft gekregen, twee vliegtickets naar Florida om haar moeder te zien. Edward stelt voor dat ze dit weekend zal gaan. Haar vader vindt het een goed idee dat ze even naar haar moeder zal gaan (zodat Bella dan weg is bij Edward). Bella stelt aan Edward voor dat hij dan het tweede kaartje neemt. Dit vindt de vader van Bella niet zo leuk. Bella gaat vervolgens een weekendje naar haar moeder met Edward. Ondertussen houdt de rest van de Cullens Victoria in de gaten en jagen haar samen na met de wolven in het bos. Hier ontstaat een onenigheid tussen Emmett en Paul, want Emmett wilde op hun land (territorium) komen. Hierdoor ontglipt Victoria weer.
Jacob staat op het schoolplein van de school van Bella. Jacob komt om Edward te waarschuwen als zijn soort weer op hun land komt. Edward vertelt dat Jacob eigenlijk komt om te kijken of ze nog mens was, aangezien ze onverwachts een weekend weg was. Uiteindelijk gaat Bella met Jacob mee. Jacob vertelt over het inprenten en legt haar uit dat het anders is dan een verliefdheid. Hij vertelt dat als hij haar ziet, alles verandert, opeens is het niet meer zwaartekracht wat hem vasthoudt op de aarde, maar zij, niets, maakt meer uit. Hij zal alles doen of zijn voor haar. Bella zegt hem dat het lijkt alsof hij dit gevoel kent en vraagt hem of hij iemand ingeprent heeft, waarop Jacob antwoordt dat ze dat zal weten als hij dat had en dat hij alleen een directe verbinding heeft met Sams gedachten. Bella vertelt dat het nog maar tot de diploma-uitreiking zal zijn dat ze mens zal zijn. Jacob gaat door het lint, walgt van het idee en zegt dat ze beter dood kan zijn dan een van hen. Bella is gekwetst.
Ondertussen is er een vreemde in Bella's kamer en deze neemt een bloesje van Bella mee. Als Bella thuis komt, is hij al weg. Edward klopt aan en komt zeggen dat hij zich ongerust maakte omdat zij bij Jacob was. Vervolgens zegt Edward dat er iets mis is en dat er iemand langs is geweest. Jacob komt ook langs om de geur te ruiken, en zegt dat zij het wel zullen afhandelen. Edward en Jacob krijgen onenigheid en Bella is het zat en verklaart zichzelf neutraal. De twee moeten gaan samenwerken om Bella het beste te kunnen beschermen. Zo is Bella vaak bij Edward en als Edward moet jagen brengt ze tijd door met Jacob. Jacob neemt haar mee naar een raadsvergadering, hier worden de legendes vertelt van de Quileute. In het verhaal offert de vrouw van een wolf zich op om de vampier af te leiden. 
Bella is bang dat Edward haar niet wil veranderen, omdat hij bang is dat ze te veel veranderd zal zijn. Dat ze niet meer dezelfde zal zijn. Edward zegt dat dit niet waar is.
Jacob probeert Bella te zoenen, maar dit loopt verkeerd af. Als Jacob Bella terug brengt is Edward boos op Jacob. Jacob zegt dat ze niet zeker is van wat ze wil, waarop Edward zegt dat hij moet wachten totdat zij erom zal vragen, Jacob stemt toe. Bella's vader moet ingrijpen, voordat ze elkaar wat aandoen.
Bella gaat naar Rosalie toe omdat ze een vervelende opmerking naar haar maakte. Rosalie vertelt haar verhaal aan Bella. Hoe haar leven was voordat ze vampier werd en hoe ze een vampier is geworden. Ook vertelt ze dat ze nog steeds een kinderwens heeft. Ze probeert, door haar verhaal te vertellen, Bella over te halen om van gedachten te veranderen en geen vampier te worden.
De moorden in Seattle gaan door en de Volturi kijkt toe. Ondertussen is de diploma uitreiking en het feest bij de Cullens. Jacob komt langs om Bella te feliciteren maar ze is niet blij met zijn bezoek na het conflict. Vervolgens krijgt Alice een visioen over de komst van een leger van jonge vampiers en ze komen op de geur van Bella's bloes af. Jacob zegt dat de wolvenroedel mee zal vechten om Bella te beschermen. Jasper heeft veel ervaring met jonge vampiers en houdt een trainingssessie zodat ze voorbereid zullen zijn op de jonge vampieren, de wolven zijn er ook bij.
Ook Jasper vertelt zijn verhaal en zo komt Bella erachter dat het leger van jonge vampieren wordt aangestuurd door Victoria. Edward neemt haar serieus en treft maatregelen voor de veiligheid van Bella. Bella wil graag dat Edward bij haar zal blijven en Edward stemt toe. Ze bedenken een tactiek zodat Victoria niet Bella's geur zal oppikken en volgen. Jacob vertelt haar dat iemand van meerdere mensen tegelijk kan houden en probeert haar te overtuigen.
Alice regelt een alibi bij Bella's vader voor het gevecht. De Cullens zullen gaan jagen, om op kracht te komen voor het gevecht. In deze tijd hebben Edward en Bella een weekend alleen, waarin ze allemaal dingen bespreken die zij willen. Bella wil getransformeerd worden door Edward, maar dan moet ze eerst met hem trouwen. Edward vraagt haar officieel ten huwelijk en Bella accepteert zijn aanzoek.
Bella, Edward en Jacob verstoppen zich in een tent in de bergen. Later voegt Seth, een jonge wolfmens, zich ook bij hen. Seth kan door middel van zijn gedachten dingen over de strijd doorspelen aan Edward. Edward en Bella bespreken hun verloving en Jacob hoort dat en besluit zich in de strijd te mengen. Bella wil dit niet en smeekt hem om te blijven, maar Jacob gaat toch. Voordat hij vertrekt, chanteert hij Bella: hij zal zich niet inzetten om ongeschonden uit de strijd te komen tenzij ze hem kust. Daardoor realiseert ze zich dat ze eigenlijk ook verliefd is op hem en vraagt ze of hij haar wil kussen.
Jacob mengt zich met het gevecht verderop, maar zal zijn uiterste best doen om terug te komen. Victoria weet de geur van Edward op te sporen en zo moet Edward alsnog met het gevecht meedoen. Bella doet iets onverwachts waardoor Victoria en haar compagnon (Riley) worden afgeleid zoals in de oude legende. Edward weet haar te doden en Seth rekent af met Riley. De anderen op het strijdveld hebben ook iedereen gedood, maar dan komt het bericht dat Edward en Bella moeten komen omdat de Volturi eraan zit te komen. Ondertussen verschijnt er nog een jonge vampier uit de bosjes vandaan en Leah (een wolf) valt hem aan. Leah is niet sterk genoeg en Jacob grijpt in. De jonge vampier weet Jacobs ribben te verbrijzelen en iedereen is meteen ter plaatse. Carlisle belooft dat hij langs komt om Jacob te verzorgen nadat de Volturi is geweest, de roedel verlaat het veld met Jacob. Dan verschijnen de Volturi op het veld en vertellen dat ze goed werk geleverd hebben, ze reageren niet op het punt dat Bella nog mens is.
Bree Tanner (een jonge vampier) wordt opgenomen in de familie Cullen omdat ze niet wilde vechten en bang was, maar Felix (een lid van de Volturi) doodt haar omdat het niet toegestaan is.
Bella gaat op bezoek bij Jacob en vraagt hoe het met hem gaat, Carlisle zegt dat Jacob met veel rust, hij vanzelf beter zal worden en dat hij naar haar vraagt. Jacob confronteert haar met haar gevoelens voor hem, maar Bella besluit om bij Edward te blijven. Jacob vertelt dat hij op haar zal blijven wachten, ook nadat haar hart gestopt zal zijn met kloppen. 
Op het einde van de film bespreken ze hun trouwplannen en vertelt Bella dat ze in zijn wereld thuis hoort. Ze moeten alleen nog eerst wat moeilijks doen, namelijk het aan Charlie vertellen. Edward geeft haar de ring.

## Rolverdeling
| Acteur              | Personage        |
| ------------------- | ---------------- |
| Kristen Stewart     | Bella Swan       |
| Robert Pattinson    | Edward Cullen    |
| Taylor Lautner      | Jacob Black      |
| Dakota Fanning      | Jane             |
| Peter Facinelli     | Carlisle Cullen  |
| Elizabeth Reaser    | Esme Cullen      |
| Ashley Greene       | Alice Cullen     |
| Jackson Rathbone    | Jasper Hale      |
| Nikki Reed          | Rosalie Hale     |
| Kellan Lutz         | Emmett Cullen    |
| Sarah Clarke        | Renée Dwyer      |
| Billy Burke         | Charlie Swan     |
| Chaske Spencer      | Sam Uley         |
| Tyson Houseman      | Quil Ateara      |
| Kiowa Gordon        | Embry Call       |
| Alex Meraz          | Paul             |
| Bronson Pelletier   | Jared            |
| Boo Boo Stewart     | Seth Clearwater  |
| Julia Jones         | Leah Clearwater  |
| Bryce Dallas Howard | Victoria         |
| Xavier Samuel       | Riley            |
| Jodelle Ferland     | Bree             |
| Justin Rain         | Quileute Warrior |

## Filmmuziek
- 1. Metric – “Eclipse (All Yours)"
- 2. Muse – “Neutron Star Collision (Love Is Forever)”
- 3. The Bravery – “Ours”
- 4. Florence and the Machine – “Heavy In Your Arms”
- 5. Sia – “My Love”
- 6. Fanfarlo – “Atlas”
- 7. The Black Keys – “Chop And Change”
- 8. The Dead Weather – “Rolling In On A Burning Tire”
- 9. Beck and Bat for Lashes – “Let’s Get Lost”
- 10. Vampire Weekend – “Jonathan Low”
- 11. UNKLE – “With You In My Head (featuring The Black Angels)”
- 12. Eastern Conference Champions – “A Million Miles An Hour”
- 13. Band of Horses – “Life On Earth”
- 14. Cee-Lo Green – “What Part Of Forever”
- 15. Howard Shore – “Jacob’s Theme”

## Razzie Awards 2010
Ondanks de hype, het hoge bezoekersaantal en de vele inkomsten kreeg de film negen nominaties voor een Razzie Award 2010, de jaarlijkse prijsuitreiking op gebied van het slechtste uit de filmwereld gedurende het voorgaande jaar.
- 1 nominatie voor "beste  Film", met name voor Summit Entertainment[2]
- 2 nominaties voor "beste acteur", met name Robert Pattinson (in de rol van Edward Cullen) en Taylor Lautner (in de rol van Jacob Black)[3]
- 1 nominatie voor "Beste actrice", met name Kristen Stewart (in de rol van Bella Swan)[4]
- 1 nominatie voor "Beste  mannelijke bijrol", met name Jackson Rathbone (in de rol van Jasper Hale)[5]
- 1 nominatie voor "Beste filmkoppel": ondanks dat de prijs in principe voor een koppel is (2 personen), is de hele filmploeg genomineerd[6].
- 1 nominatie voor "Beste regisseur", met name David Slade[7]
- 1 nominatie voor "Beste filmscript", met name Melissa Rosenberg[8]
- 1 nominatie voor "Beste rip-off, verfilming, vervolg, ..."[9]

Enkel Jackson Rathbone won de prijs effectief in de categorie "Slechtste mannelijke bijrol"